# Eubela limacina
Eubela limacina är en snäckart som först beskrevs av Dall 1881.  Eubela limacina ingår i släktet Eubela och familjen kägelsnäckor. Inga underarter finns listade i Catalogue of Life.